# Partito Liberale Nazionale
Il Partito Liberale Nazionale, conosciuto fino al 1948 come Partito Nazionale Liberale, fu un partito politico Liberale del Regno Unito dal 1931 al 1968. Fu fondato in seguito ad una scissione del Partito Liberale e in seguito si unì al Partito Conservatore.

## Storia
La corrente nazionale liberale si delineò all'interno del Partito Liberale quando questo mantenere il sostegno al secondo governo laburista di Ramsay MacDonald, che non aveva una maggioranza in Parlamento. Un numero crescente di deputati liberali guidati da Sir John Allsebrook Simon dichiarò la totale opposizione a questa politica e iniziò a cooperare più strettamente con il Partito Conservatore, richiedendo una politica di sostituzione del libero commercio con tariffe, l'opposto della cultura tradizionale liberale. Dal giugno 1931 tre deputati liberali — Simon, Ernest Brown e Robert Hutchinson (un ex ministro del governo di David Lloyd George) — si dimisero dal proprio partito e divennero indipendenti.
Quando il governo laburista fu sostituito da un governo nazionale di emergenza nell'agosto 1931, i liberali dissidenti si riconciliarono temporaneamente col resto del partito ed entrarono nel governo. Nei due mesi successivi, tuttavia, il leader liberale Herbert Samuel fu sul punto di dimettersi dal governo, in disaccordo con la proposta del Governo Nazionale di indire elezioni, temendo che ciò avrebbe favorito una maggioranza conservatrice e portato all'abolizione del libero commercio. Il suo proposito fu però sventato dall'intervento di alcuni liberali, tra cui Simon (che in extremis avrebbe poi sostenuto il protezionismo) i quali preferirono continuare a sostenere il Governo Nazionale e colmare alcune cariche vacanti per garantirne la stabilità. Samuel accettò infine lo scioglimento del Parlamento, a condizione che i liberali conducessero una campagna elettorale separata dal resto della coalizione.